# العلاقات التوغوية الهندية
العلاقات الهندية التوغولية هي العلاقات الثنائية التي تجمع بين الهند وتوغو.

## مقارنة بين البلدين
هذه مقارنة عامة ومرجعية للدولتين:
| وجه المقارنة                                              | الهند                       | توغو            |
| --------------------------------------------------------- | --------------------------- | --------------- |
| المساحة (كم2)                                             | 3.29 مليون                  | 56.78 ألف       |
| عدد السكان (نسمة)                                         | 1.35 مليار                  | 7.80 مليون      |
| الكثافة السكانية (ن./كم²)                                 | 410.33                      | 137.37          |
| العاصمة                                                   | نيودلهي                     | لومي            |
| اللغة الرسمية                                             | اللغة الهندية، لغة إنجليزية | لغة فرنسية      |
| العملة                                                    | روبية هندية                 | فرنك غرب أفريقي |
| الناتج المحلي الإجمالي (بليون دولار)                      | 2.60 تريليون                | 4.81 مليار      |
| الناتج المحلي الإجمالي (تعادل القوة الشرائية) بليون دولار | 8.00 تريليون                | 10.67 مليار     |
| الناتج المحلي الإجمالي الاسمي للفرد دولار أمريكي          | 1.60 ألف                    | 559             |
| الناتج المحلي الإجمالي للفرد دولار أمريكي                 | 5.70 ألف                    | 1.43 ألف        |
| مؤشر التنمية البشرية                                      | 0.609                       | 0.484           |
| رمز المكالمات الدولي                                      | +91                         | +228            |
| رمز الإنترنت                                              | .in، .भारत ‏، .بھارت ‏،        | .tg             |
| المنطقة الزمنية                                           | ت ع م+05:30، توقيت الهند    | 00              |

## منظمات دولية مشتركة
يشترك البلدان في عضوية مجموعة من المنظمات الدولية، منها:
| علم المنظمة | اسم المنظمة                        | تاريخ انضمام الهند | تاريخ انضمام توغو |
| ----------- | ---------------------------------- | ------------------ | ----------------- |
|             | يونسكو                             | 4 نوفمبر 1946      | 17 نوفمبر 1960    |
|             | مؤسسة التمويل الدولية              | 20 يوليو 1956      | 4 سبتمبر 1962     |
|             | منظمة حظر الأسلحة الكيميائية       | ?                  | ?                 |
|             | مؤسسة التنمية الدولية              | 24 سبتمبر 1960     | 21 أغسطس 1962     |
|             | منظمة التجارة العالمية             | 1995               | ?                 |
|             | وكالة ضمان الاستثمار متعدد الأطراف | 6 يناير 1994       | 15 أبريل 1988     |
|             | الاتحاد البريدي العالمي            | ?                  | ?                 |
|             | الاتحاد الدولي للاتصالات           | 1869               | 14 سبتمبر 1961    |
|             | منظمة الشرطة الجنائية الدولية      | ?                  | ?                 |
|             | الأمم المتحدة                      | 30 أكتوبر 1945     | 20 سبتمبر 1960    |
|             | البنك الدولي للإنشاء والتعمير      | 27 ديسمبر 1945     | 1 أغسطس 1962      |
|             | البنك الإفريقي للتنمية             | ?                  | ?                 |

## وصلات خارجية
- موقع وزارة الخارجية الهندية